# Raspuštanje Nizozemskih Antila
Raspuštanje Nizozemskih Antila 
Nizozemski Antili su bili autonomna karipska zemlja unutar Kraljevine Nizozemske. Raspušteni su 10. listopada 2010.
Nakon raspuštanja, "otoci BES" Bonaire, Sveti Eustahije (Sint Eustatius) i Saba postali su posebne općine same Nizozemske, dok su Curaçao i Sveti Martin (Sint Maarten) postali konstitucijske zemlje unutar Kraljevine Nizozemske, uz Arubu, koja se od Nizozemskih Antila odvojila još 1986. godine. Ulogu u raspuštanju odigrale su vlasti Nizozemski Karibi Vlada Nizozemskih Antila i Nizozemski kabinet (Nederlandse kabinet). Raspuštanju su pridonijeli rezultati niza referenduma o statusu Curaçaoa 1993. i 2005., Svetog Martina 1994. i  2000., Bonairea 2004. i  Bonairea 2010., Sabe 2004. te Svetog Eustahija 2005..
Restrukturiranje Nizozemskih Antila išlo je vrlo sporo.  Najveća simbolična promjena bila je prihvaćanje Himne Nizozemskih Antila (Himna bez naslova) 2000. godine. Iste je godine održan referendum o statusu na Svetom Martinu, ovog puta u korist postajanja samostalne zemlje unutar kraljevine. Ishod je izazvao novi krug referenduma diljem Nizozemskih Antila. U isto je vrijeme komisija sastavljena od predstavnika Nizozemske i svih otoka istražila budućnost Nizozemskih Antila. U izvješću iz 2004., komisija je savjetovala reviziju Povelje za Kraljevinu Nizozemsku radi raspuštanja Nizozemskih Antila, uz Curaçao i Sveti Martin koji bi postali samosvojne zemlje unutar Kraljevine Nizozemske, "kraljevinski otoci" s Bonaireom, Svetim Eustahijem i Sabom. 
Referendum održan na Curaçaou 2005. završio je u korist statusa zemlje. Svi drugi otoci glasovali su za bliskije sveze s Nizozemskom, osim Svetog Eustahija (Eustazija), koji je htio zadržati Nizozemske Antile.